# (2924) Mitake-mura
(2924) Mitake-mura es un asteroide perteneciente al cinturón de asteroides descubierto por Hiroki Kosai y Kiichiro Hurukawa desde el Observatorio Kiso del monte Ontake, Japón, el 18 de febrero de 1977.

## Designación y nombre
Mitake-mura recibió inicialmente la designación de 1977 DJ2.
Más tarde se nombró por la localidad japonesa de Mitake-mura, uno de los lugares de administración del observatorio Kiso.

## Características orbitales
Mitake-mura está situado a una distancia media del Sol de 2,886 ua, pudiendo alejarse hasta 3,029 ua y acercarse hasta 2,744 ua. Su excentricidad es 0,04935 y la inclinación orbital 3,14°. Emplea 1791 días en completar una órbita alrededor del Sol.